# نيكو يانسن
نيكو يانسن (بالهولندية: Nico Jansen)‏ هو لاعب كرة قدم هولندي، ولد في 15 يناير 1953 في أمستردام في هولندا. لعب مع فاينورد.

## وصلات خارجية
- نيكو يانسن على موقع قاعدة بيانات كرة القدم.إي يو (الإنجليزية)
- نيكو يانسن على موقع ناشيونال فوتبول تيمز (الإنجليزية)
- نيكو يانسن على موقع عالم كرة القدم.نت (الإنجليزية)